# Sh2-54
Sh2-54是在巨蛇座的一個擴張中的亮星雲 。
在它的核心有許多原恆星和紅外線源；有些射源，像是IRAS18151-1208，非常有可能是非常年輕的大質量恆星。在這個區域內較老恆星族群的平均年齡大約是400-500萬歲，並且聚集成為疏散星團NGC 6604 。
Sh2-54屬於擴張中的星雲，包括鷹星雲和欧米加星云都屬於此類型。在這個區域的高質量年氫恆星構成OB星協巨蛇座OB1和巨蛇座OB2。

## 外部連結
- Sky-Map.org - Sharpless Catalogue (from 51 to 60)（页面存档备份，存于）
- Star Formation Region Avedisova 277 - Galaxy Map（页面存档备份，存于）